# Rückwärtsbotschaft
Rückwärtsbotschaften (englisch Backmasking, Backward Messaging oder Backward Masking) sind beabsichtigte oder vermeintliche Sprachbotschaften auf Tonträgern (Vinyl-Schallplatten, Tonbändern, Audio-CDs und Audio-Dateien), die in rückwärtiger Richtung gespeichert sind und beim Abspielen in der üblichen Richtung keinen oder einen anderen Sinn ergeben. Rückwärtsbotschaften lassen sich entziffern, indem der Tonträger entgegen der vorgesehenen Richtung abgespielt wird.

## Geschichte
Eine der ersten populären, beabsichtigten Rückwärtsbotschaften befindet sich auf Rain, der B-Seite der 1966 veröffentlichten Single Paperback Writer der britischen Band The Beatles. Seitdem fügten auch einige andere Musiker aus künstlerischen oder satirischen Gründen ihren Stücken Rückwärtsbotschaften hinzu.
Neben intendierten Rückwärtsbotschaften wurden von einigen Konsumenten in verschiedenen Medien Sprachsequenzen gefunden, die als Rückwärtsbotschaften verdächtigt wurden. Beim Rückwärtsabspielen dieser Sequenzen, die zwar meist als Teil einer normal eingesprochenen und nicht künstlich erzeugten Sprache erkennbar sind, seien Botschaften versteckt, die mehr oder weniger deutlich und zusammenhängend wahrnehmbar seien.
Das Thema erhielt 1969 durch einen Radiomoderator aus England gesteigerte Aufmerksamkeit. Er hatte das Gerücht verbreitet, Paul McCartney, Bassist von The Beatles, sei bereits seit drei Jahren tot. An seiner Stelle würde ein Mann namens William spielen, der durch plastische Chirurgie an seinen Vorgänger optisch angeglichen worden sei. Für ein starkes Indiz dafür hielt er die Botschaft „Turn me on, dead man“, die angeblich zu hören sei, wenn man im Beatles-Song Revolution No. 9 die Worte „Number nine“ rückwärts hört. Die Todesnachricht McCartneys sei hier versteckt. Der Artikel Paul is dead befasst sich ausführlich mit dieser Verschwörungstheorie.
In der Folge setzte ein breites Interesse für Rückwärtsbotschaften in der Rock- und Popmusik ein, und man suchte Lieder nach solchen versteckten Botschaften ab. In den 1980er Jahren kamen insbesondere von christlichen US-amerikanischen Gruppierungen erste Behauptungen auf, dass in den Liedern populärer Musik, insbesondere der Rockmusik, solche Botschaften versteckt seien. Die Botschaften hätten einen okkultistischen, suizidalen, drogenverherrlichenden oder sexbezogenen Inhalt und würden die Hörer, hauptsächlich Jugendliche, durch unbewusste Beeinflussung (siehe Subliminal (Psychologie)) zu delinquenten Verhaltensformen und moralisch-sittlichem Verfall treiben. In Nordamerika waren derartige Vorwürfe an die Musiker ein Gegenstand von Gerichtsprozessen und Gesetzesvorschlägen. Wie jedoch schon bei der angeblichen subliminalen Werbung in den 1950er Jahren war die Wissenschaft bereits in den 1960er Jahren der überwiegenden Meinung, diese Methode sei unwirksam. Dass während des Anhörens das Unterbewusstsein die Botschaft aus den anderen Klängen herausfiltere, um ihren rückwärts vermittelten Inhalt zu erkennen, gilt als nahezu unmöglich, und es wird verneint, dass solche Botschaften eine unbewusste Wirkung auf die Hörer haben.
Das Interesse an Rückwärtsbotschaften in der Rockmusik- und Metal-Szene ist dagegen relativ gering. Dort gelten Rückwärtsbotschaften zum Zweck der Jugendverführung als ein Mythos, der allenfalls der Brandmarkung der Musik diene. Rückwärtsbotschaften werden deshalb meist in Lieder eingefügt, um sich über die oben erwähnten Vorwürfe lustig zu machen oder durch bewusste Provokation die Verkaufszahlen zu steigern. Diese Rückwärtsbotschaften sind beim Rückwärtsabspielen des Datenträgers deutlich von jedem verstehbar. Vermeintliche, unbestätigte Rückwärtsbotschaften sind hingegen meist nur mit sehr viel Phantasie zu erkennen und zu verstehen und vom Urheber nicht intendiert und gelten mithin als Urban Legends.

## Kodierung
Rückwärtsbotschaften lassen sich mittels verschiedener Verfahren herstellen:
Eine Möglichkeit ist es, bei der Audio-Aufnahme eine der Tonspuren in der entgegengesetzten Richtung der anderen Spuren zu bespielen. Danach übertragen die Toningenieure alle Spuren auf ein Band mit normaler Breite. Mit moderner Studiotechnik stellt dies kein Problem dar. Zwar lässt sich auf diese Weise verschlüsselter Text beim Rückwärts-Abspielen gut verstehen, er ist jedoch bei normaler Spielrichtung entsprechend unverständlich.
Verschlüsselte Sprache kann auch dadurch erzeugt werden, dass ein Text so aufgesagt und aufgenommen wird, dass er sich wie der rückwärts abgespielte Originaltext anhört. Allerdings ergeben sich dann beim Anhören in umgekehrter Laufrichtung meistens hörbare Unterschiede zum normal aufgesagten Originaltext in Sprechmelodie, Betonung und durch die phonetische Struktur der Laute. Dies zu vermeiden oder zu korrigieren erfordert Übung. Der Unterschied lässt sich verdeutlichen, indem man ein Palindrom aufsagt und rückwärts abspielt: das Wort „Lagerregal“ hört sich rückwärts abgespielt hörbar anders an als vorwärts.
Auf dieser Methode baut eine noch etwas kompliziertere Herangehensweise auf. Bei dieser wählt man die Wörter eines gesprochenen Textes so aus, dass sie in normaler Hörrichtung unverdächtig wirken, rückwärts angehört jedoch den gewünschten anderen Inhalt ergeben.
Eine nicht kodierende Methode der Rückwärtsbotschaft setzt einen Vorwärtstext mit einem spiegelgleichen Rückwärtstext zu einem „akustischen Palindrom“ zusammen, so dass diese Sequenz sich vorwärts wie rückwärts abgespielt identisch anhört.

## Dekodierung
Auch bei der Entschlüsselung gibt es unterschiedliche Verfahren.
Die einfachste Möglichkeit der Entschlüsselung ist es, den Tonträger rückwärts ablaufen zu lassen.
Bei Vinyl-Schallplatten muss lediglich der Teller des Plattenspielers in umgekehrter Richtung gedreht werden, während der Tonabnehmer aufgelegt ist. Für das Rückwärts-Abspielen von Audio-CDs wird ein spezieller CD-Player benötigt, wie er zum Beispiel von Disc Jockeys verwendet wird. Digitale Tonformate wie zum Beispiel MP3 können mit Software für Musikbearbeitung und -wiedergabe rückwärts abgespielt werden.

## Beispiele
Die meisten intendierten oder vermeintlichen Rückwärtsbotschaften werden in Rockliedern wahrgenommen, einige auch bei Popkünstlern.

### Absichtliche Rückwärtsbotschaften
Von Musikern intendierte Beispiele, bei denen man meist beim normalen Abspielen nur unverständliche Geräusche hört, sind:
- Die Ärzte, Westerland (to the Max): „Auf Westerland hängt den Frauen die Brust voller Titten“
- Die Ärzte, Ein Lied für Dich: „Außer Campino“
- Alligatoah, Trauerfeier (vom Album Triebwerke): „emotionale Manipulation, wahrscheinlich bin ich ein Illuminati“
- Böhse Onkelz, Enie Tfahcstob Rüf Ediona-rap („Eine Botschaft für Paranoide“): „Herzlichen Glückwunsch. Es muss eine Menge Arbeit gewesen sein, dieses Lied rückwärts abzuspielen. Entweder du bist eines der paranoiden Arschlöcher, für die wir dieses Lied gemacht haben, oder du bist einfach nur neugierig. Ersteren sei gesagt: Wer rückwärts gesprochene satanistische oder faschistische Botschaften auf unseren Platten sucht, muss ausgesprochen dämlich sein und außerdem unter extremem Verfolgungswahn leiden. Armes Schwein, du tust uns echt leid. Sperr dich ein und schmeiß den Schlüssel weg.“
- Chris de Burgh, The Vision (vom Album Into the Light): „A Man – A Vision“
- Darkthrone, As Flittermice as Satans Spys: „In the name of God, let the churches burn!“
- Electric Light Orchestra, Fire on High: „… the music is reversible … but time (is not) … turn back … turn back … turn back.“[3]
- Electric Light Orchestra, Secret Messages: „Welcome to the show“
- Eric Stuart, englische Synchronfassung der 128. Episode des Pokémon-Animes: „Leo Burnett and 4Kids are the devil, Leo Burnett!“
- Iron Maiden, Still Life: „What ho said the t'ing with the three 'bonce', do not meddle with things you don't understand …“
- Karat, Gefährten des Sturmwindes: „Geh nicht allein, sondern reih dich ein“[4]
- Linkin Park, Announcement Service Public: „You should brush your teeth and you should wash your hands.“
- Nina Hagen, Fall in Love mit mir (vom Album Unbehagen, erste Auflage): „Wir haben schon diverse Künstler kommen und gehen sehen“
- Opeth, Hessian Peel: „Out of the court yard, come back tonight; my sweet Satan, I see you.“
- Petra, Judas’ Kiss: „What are you looking for the devil for, when you ought to be looking for the Lord?“[5]
- Pink Floyd, Empty Spaces: „Congratulations. You have just discovered the secret message. Please send to […]“[6]
- Prince, Baby I’m A Star (vom Album Purple Rain): „Like what the fuck do they know. All their taste is in their mouth. Really. What the fuck do they know? Come on baby. Let’s go … crazy.“
- Prince, Darling Nikki (vom Album Purple Rain): „Hello, how are you? I’m fine. 'cause I know that the Lord is coming soon, coming, coming soon.“
- Propaganda, Dr. Mabuse: „Warum schmerzt es, warum schmerzt es, wenn mein Herz den Schlag verpasst?“' (wörtliche Übersetzung von „Why does it hurt when my heart misses the beat?“ aus demselben Lied)
- Scooter, C. I. F. L.: „Copyright is for losers“
- Slayer, Hell Awaits: „Join us, Join us, Join us …“
- Ulla Meinecke Kleine Schwester „Gabi, das hier ist eigentlich Dein Lied“

### Vermeintliche Rückwärtsbotschaften
Es folgen Beispiele für rückwärts gespielte Verhörer, also vermeintliche Rückwärtsbotschaften, die von den jeweiligen Künstlern offiziell nicht intendiert sind, jedoch von einigen Hörern als absichtlich durch entsprechende Aussprache (Phonetic Reversal) eingearbeitet wahrgenommen werden. Sollte man die entsprechenden musikalischen Abschnitte ohne Kenntnis des zu erwartenden Textes rückwärts hören, würde man sie meist nicht verstehen können.
- Led Zeppelin, Stairway to Heaven: „Oh here’s to my sweet Satan. The one whose little path would make me sad, whose power is Satan. He will give those with him 666. There was a little toolshed where he made us suffer, sad Satan.“
- Madonna, Hung Up: Love Good Night – Your Suicide in der Textzeile „Time goes by, so slowly“
- Queen, Another One Bites the Dust: „Start to smoke marijuana“ und „Decide to smoke marijuana“ beziehungsweise „It’s fun to smoke marijuana“.
- Nirvana, Smells Like Teen Spirit: „John Dillinger died for you.“ und „Say yes to me, what are you doing, say yes to me, i am bruised too much“
- Britney Spears, … Baby One More Time: „Sleep with me, I’m not too young.“
- Sandra, Little Girl: „The evil is in me.“
- The Doors, Break on Through (To the Other Side): „I am Satan.“
- The Eagles, Hotel California: „Satan he hears this. He had me believe.“
- Yoko Ono, Kiss, Kiss, Kiss: „I shot John Lennon“
- Michael Jackson, Earth Song: „Survivor“
- Falco, Out of the Dark: „Ich hab zum Leben keine Lust mehr“
- Mercyful Fate, Melissa (Auf der Wiederveröffentlichung des gleichnamigen Albums): „What message is this?“ King Diamond, der Sänger der Band, bestreitet, je Rückwärtsbotschaften eingefügt zu haben. Alle Botschaften seien bei normalem Abspielen zu hören und düster genug, es sei nicht nötig, versteckte Botschaften hinzuzufügen.[7]
- Judas Priest, Better by You, Better than Me: „Do it“

## Parodien
- In der Simpsons-Episode New Kids on the Blecch (deutscher Titel Die sensationelle Pop-Gruppe) ist Bart Mitglied der Boygroup Party Posse, die mit der Single Drop da Bomb! berühmt wird. Der hypnotische Refrain dieses Lieds ist „Yvan Eht Nioj“, was von Lisa als unterschwellige Botschaft (rückwärtskodiert Join the Navy) entlarvt wird.
- In der Simpsons-Episode Lisa als Vegetarierin erfährt Lisa von Paul McCartney, dass sein Song „Maybe I’m Amazed“ ein Kochrezept für Linsensuppe enthalte, das man in Form einer Rückwärtsbotschaft finde.
- 1990 verarbeitete das hessische Comedy-Duo Badesalz auf dem Album Och Joh die Sorge vor Rückwärtsbotschaften vor allem in Heavy-Metal-Stücken parodistisch: Herbert versteht die Botschaften „Rippchen mit Kraut“ und „Blutwurst“ als „Stich in die Braut“ und „Blutdurst“.
- Auf dem im Jahr 2000 veröffentlichten Album Sex Sex Sex von J.B.O. ist eine Stimme zu hören, die wie in umgekehrter Richtung abgespieltes Rückwärtsgesprochenes klingt: „Warnung! Wenn Sie diese CD vorwärts abspielen, könnte es sein, dass Sie satanische Botschaften hören.“ Später auf der CD gibt es tatsächlich drei kurze Titel Satanische Botschaften, die jedoch erwartungsgemäß eher komischer Natur sind.